# Christoph Schickhardt (Rechtsanwalt)
Christoph Schickhardt (* 14. März 1955 in Essen) ist ein deutscher Rechtsanwalt, der vor allem in den Bereichen Recht des professionellen Sports und Wettbewerbsrecht tätig ist. So war er an den Verhandlungen in mehr als 800 Fällen vor dem Sportgericht des Deutschen Fußball-Bundes beteiligt.

## Leben
Christoph Schickhardt studierte an der Universität Tübingen und absolvierte in dieser Zeit ein Volontariat bei den Stuttgarter Nachrichten.
Seit 1983 ist er als Rechtsanwalt zugelassen. Zu seinen Mandanten zählen Hertha BSC und zahlreiche professionelle Sportler aus der Fußball-Bundesliga. Einen Namen machte er sich auch in verschiedenen Lizenzierungsverfahren, in denen er den Entzug der Lizenz für Bundesligaclubs wie Hertha BSC (1991), VfL Wolfsburg (1993), Eintracht Frankfurt (2002) und 1. FC Kaiserslautern (2003) verhinderte. Nicht verhindern konnte er hingegen den Lizenzentzug bei Dynamo Dresden (1995) und den Offenbacher Kickers (2013) sowie den Abstieg von Hertha BSC (2012). Am 4. Juni 2018 vertrat er außerdem erfolgreich die Interessen des KFC Uerdingen im Zulassungsbeschwerdeausschuss des Deutschen Fußball-Bundes und erwirkte eine endgültige Erteilung der Lizenz für die 3. Liga. Auch der Sportartikelhersteller Nike Deutschland und der Sportsponsor Red Bull lassen sich von ihm beraten.
Auch der Unternehmer und Mäzen Dietmar Hopp zählt zu seinen Klienten und wird von ihm u. a. in der Auseinandersetzung wegen Beleidigungen durch Ultras in der Rhein-Neckar-Arena vertreten. Hier forderte der Rechtsanwalt eine harte Gangart gegen Fans.
Schickhardt ist seit dem November 2013 Honorarprofessor an der Hochschule Heilbronn.
Schickhardt spielte bei der SpVgg 07 Ludwigsburg bis zur A-Jugend Fußball.
Er ist Mitglied der Studentenverbindung A.V. Virtembergia zu Tübingen.